# Cidaris abyssicola
Cidaris abyssicola är en sjöborreart. Cidaris abyssicola ingår i släktet Cidaris och familjen piggsvinssjöborrar. Inga underarter finns listade i Catalogue of Life.